# San Antonio Eloxochitlán
San Antonio Eloxochitlán é uma região do estado mexicano de Oaxaca. Tem cerca de 28 km² de área e uma população de 4,042 pessoas (em 2005).